# Дмитровский сельский совет (Приазовский район)
Дмитровский сельский совет (укр. Дмитрівська сільська рада) — входит в состав
Приазовского района
Запорожской области
Украины.
Административный центр сельского совета находится в
с. Дмитровка.

## История
- 1943 — дата образования.

## Населённые пункты совета
- с. Дмитровка